# Rhaphuma elongata
Rhaphuma elongata là một loài bọ cánh cứng trong họ Cerambycidae.